# Vata
Vata Matanu Garcia, ou simplesmente Vata (Damba, 19 de março de 1961), é um ex-futebolista angolano, que se notabilizou ao serviço do Sport Lisboa e Benfica, nomeadamente na sequência da dramática meia final da Taça dos Clubes Campeões Europeus de 1989–90 disputada a 18 de Abril de 1990 frente ao Olympique de Marselha em que ao minuto 83 de jogo marcou um golo com a mão, golo esse que ditou o afastamento da equipa francesa e o consequente apuramento do Benfica para a final, mais tarde disputada com o AC Milan. O golo havia sido, contudo, marcado com a mão apesar de ainda hoje o jogador angolano dizer o contrário. Na sua passagem por Portugal sagrou-se melhor marcador da liga no ano de 1988/89 com 16 golos, o mínimo de remates certeiros para o máximo goleador da prova.
1. ↑  «30 anos do golo de Vata : "Vou dizer o mesmo até morrer: marquei com o ombro"».  Diário de Notícias